# Congost de Zonda

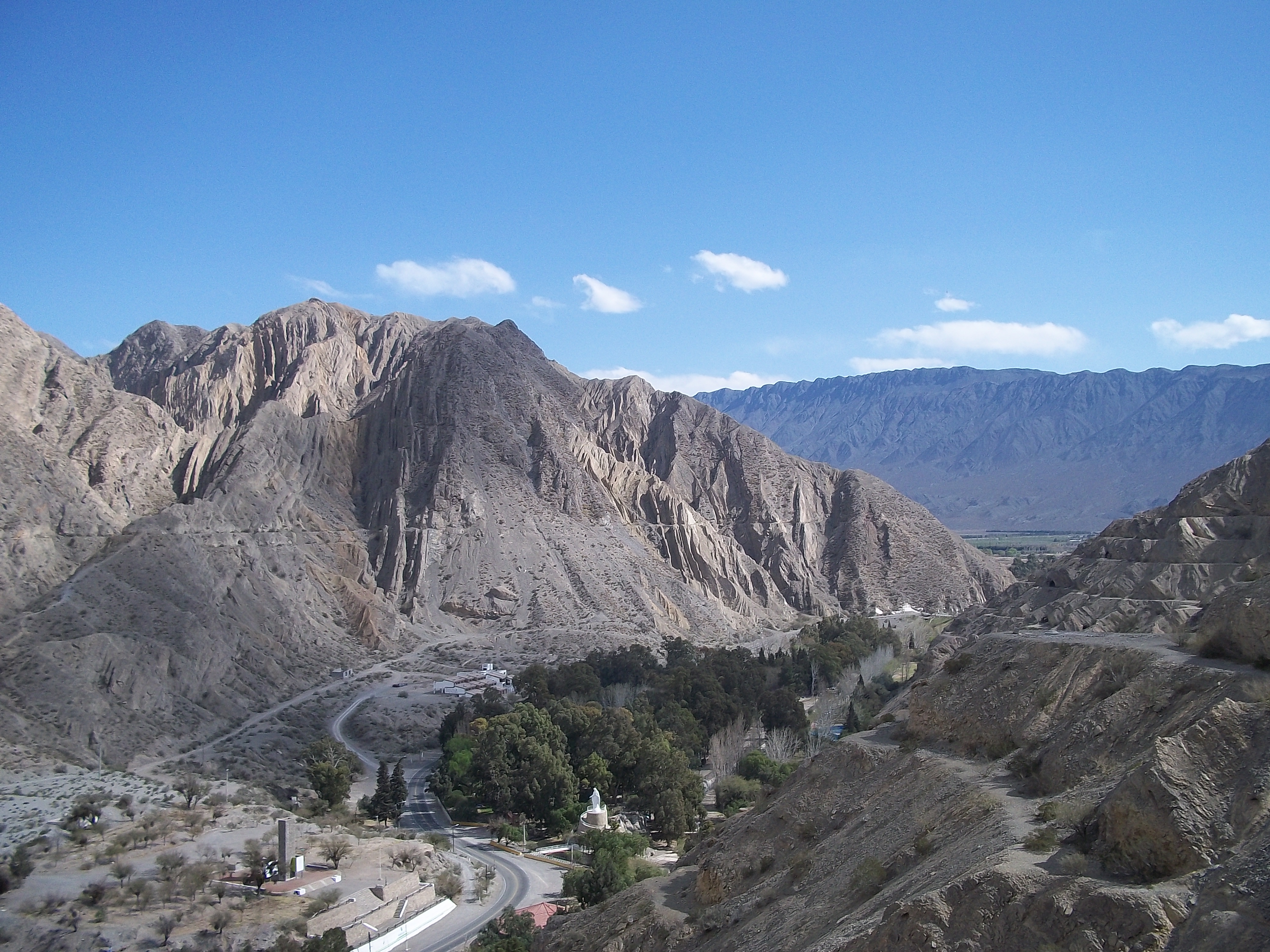
Vista del congost des de la Serra de Marquesat.

El Congost de Zonda és un profund i estret solc d'origen tectònic-fluvial, tancada per les serres de Marquesat, al nord i al sud per la Petita de Zonda. Està situada al centre-oest del departament Rivadavia, quasi al límit amb el de Zonda, en el centre sud de la província de San Juan, pràcticament al centre-oest de l'Argentina. Situada a 31° 33′ 21″ S, 68° 41′ 34″ O / 31.55583°S,68.69278°O aproximadament a 750 msnm.
Presenta una orientació nord-est-sud-oest. És la via d'accés natural cap a la Vall de Zonda i per ella circula la Ruta provincial 12, que unia a Calingasta amb San Juan.
És un important atractiu turístic per la seva proximitat amb ciutat abans nomenada, entre els principals punts visitats està l'Autòdrom Eduardo Copello.

## Atractius turístics
- Autòdrom Eduardo Copello
- Càmping municipal de Rivadavia
- Parc Rivadavia
- Jardí dels Poetes
- Monument Verge del Líban
- Camins i túnels
- Monument cap de l'indi